# DFSK Motor

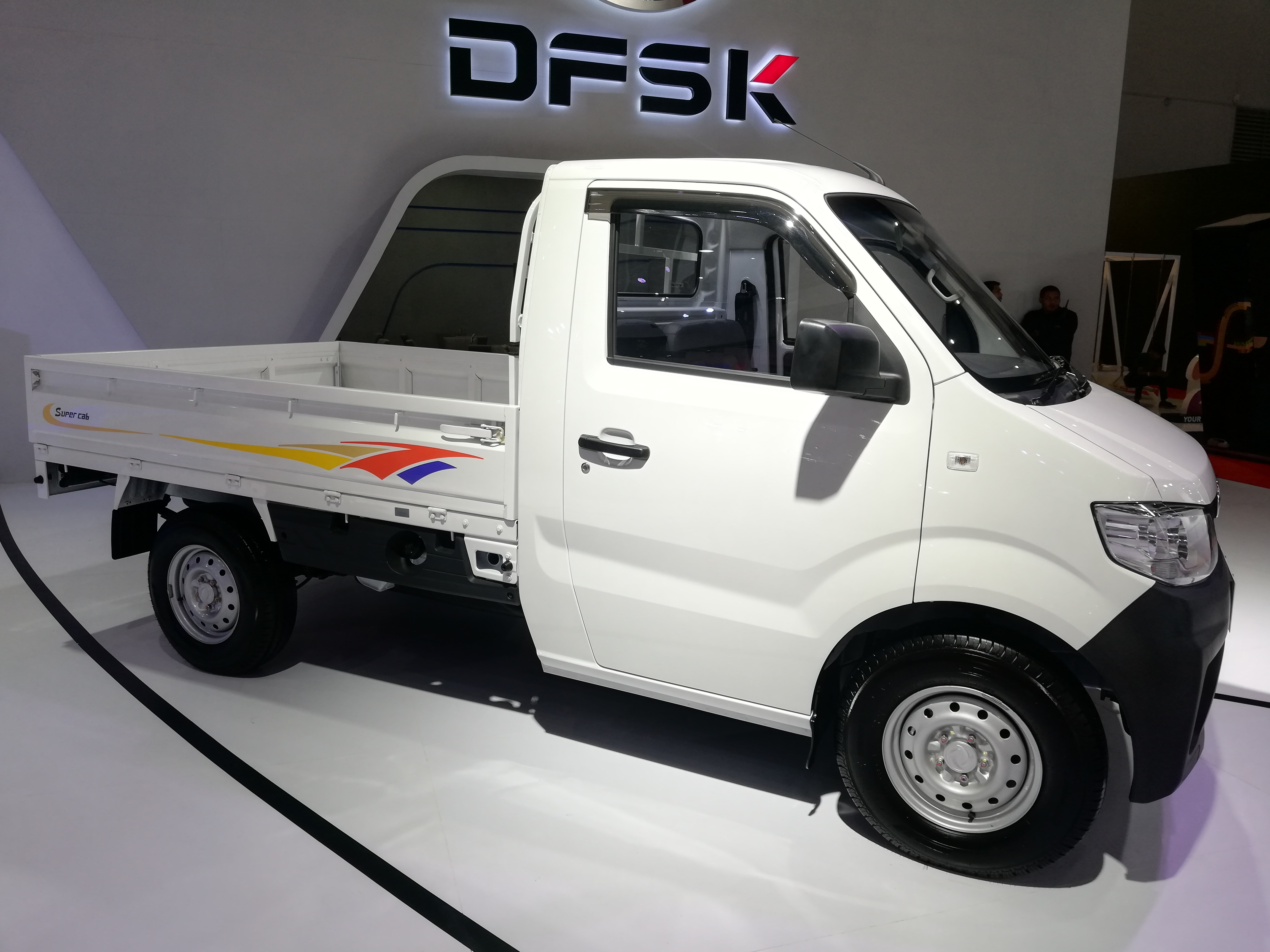
DFSK Super Cab

DFSK - marka w branży motoryzacyjnej, oferująca szeroką gamę innowacyjnych produktów i usług.

## Historia
Na początku 2000 r. Chongqing Yu'an Innovation Technology (Group), producent motocykli i części samochodowe, oraz Dongfeng Motor ocenili możliwość produkcja mikrovany przeznaczona dla małych chińskich przedsiębiorstw. Dongfeng miał doświadczenie w produkcji samochodów dla PSA, ale nie produkował jeszcze pojazdów w segmencie lekkich pojazdów dostawczych i zatwierdził projekt.
W 2003 r. utworzono joint venture „Dongfeng Yu'an Automobile” z siedzibą w Chongqing i rozpoczęto prace nad budową nowej fabryki. Grupa Yu'an zapewniła projekt mikrovanów i uzyskała licencję na produkcję podwozia, silników i komponentów do mikrovanów od Suzuki. Dongfeng był odpowiedzialny za prace inżynieryjne i testowanie pojazdów. W 2005 roku zadebiutowali swoim pierwszym małym vanem o nazwie C-Series. Był oferowany w wielu konfiguracjach (panelowy, minibus pasażerski i pick-up) z silnikami Suzuki i napędem na tylne koła. W momencie swojego debiutu Grupa Yu'an zmieniła nazwę na Chongquin Sokon Industry Group (w skrócie „Sokon” w języku angielskim lub „Xiaokang” w języku chińskim), w wyniku czego spółka joint venture przyjęła nazwę Dongfeng Sokon Samochód (w skrócie DFSK).
Na rynku chińskim pojazdy sprzedawane są pod nazwą Dongfeng Sokon, natomiast na rynkach eksportowych używa się nazwy DFSK. W obu przypadkach marka na kratce to „Dual Wings” firmy Dongfeng.
Następnie DFSK prezentuje wiele innych modeli minivanów i rozpoczyna ich eksport również w Europa; w Wielka Brytania będą dystrybuowane przez spółkę zależną Sokon Automobile, natomiast w Włochy przez Giotti Victoria.
We wrześniu 2003 r. utworzono Chongqing Ruichi Automobiles (瑞驰新能源公司), spółkę zależną w pełni finansowaną przez Chongqing Sokon Group. Jako przedsiębiorstwo zajmujące się produkcją, sprzedażą i usługami w zakresie czysto elektrycznych pojazdów użytkowych, Ruichi jest jednym z pierwszych przedsiębiorstw w Chinach posiadających kwalifikacje do produkcji wyłącznie elektrycznych pojazdów użytkowych. Chongqing Ruichi Automobiles jest obecnie w pełni finansowaną spółką zależną Seres, której produkty to zelektryfikowane wersje mikrovanów i ciężarówek DFSK.
W 2013 roku firma DFSK zdecydowała się wejść na lukratywny rynek SUV, rozpoczynając projektowanie siedmiomiejscowego pojazdu średniej wielkości z wykorzystaniem technologii Dongfeng; pojazd ten został zaprojektowany w taki sposób, aby mógł mieć agresywną cenę, klasyfikując się jako tani samochód rodzinny i musiał być sprzedawany zarówno w Chinach, jak i za granicą. Projekt zadebiutował w 2016 roku pod nazwą Dongfeng Fengguang 580, pięcio- i siedmiomiejscowy SUV z napędem na przednie lub na cztery koła i silnikami Mitsubishi. Nazwa marki Fengguang (przetłumaczona na język angielski na Fengon) służy do odróżnienia ich od produkcji minivanów o nazwie Sokon. Na rynkach zagranicznych nazwa tego pojazdu zostanie zmieniona na DFSK Glory (łatwiejsza do wymówienia) dzięki emblematowi Dongfeng Dual Wings na osłonie chłodnicy, wnętrzu i z tyłu.
W tych samych latach rozpoczęto produkcję minivanów w Indonezji i Tajlandii, a także eksportowano je do Ameryki Południowej i Europy Wschodniej.
Firma DFSK rozpoczęła montaż i sprzedaż produktów w Indonezji w 2015 roku. Plany w momencie wprowadzenia na rynek przewidywały oczekiwaną produkcję 50 000 sztuk rocznie.
W 2017 roku spółka joint venture DFSK i Regal Automobile rozpoczęła montaż w Pakistanie. Zakład w Lahore produkujący SUV Glory 580 warianty, C-37 Van, Humsafar minivan , K01 Pickup itp.
Całkowita sprzedaż w 2017 r. osiągnęła 402 000 pojazdów, a w listopadzie 2018 r. Grupa Chongqing Sokon podjęła próbę nabycia pozostałych 50% spółki joint venture DFSK od Dongfeng za 621 mln euro, stając się 100% właścicielem. Transakcja została zerwana w lipcu 2019 r.
We wrześniu 2019 roku Sokon nabył pozostałe 50% spółki joint venture DFSK od Dongfeng Motor Group (DFG), stając się 100% właścicielem. Seres w dalszym ciągu produkowała pojazdy z logo Dongfeng i pod marką DFSK, jednocześnie wycofując logo Dongfeng z marki Fengguang po zmianie jej nazwy na markę Fengon.